# Johann Adam Reum

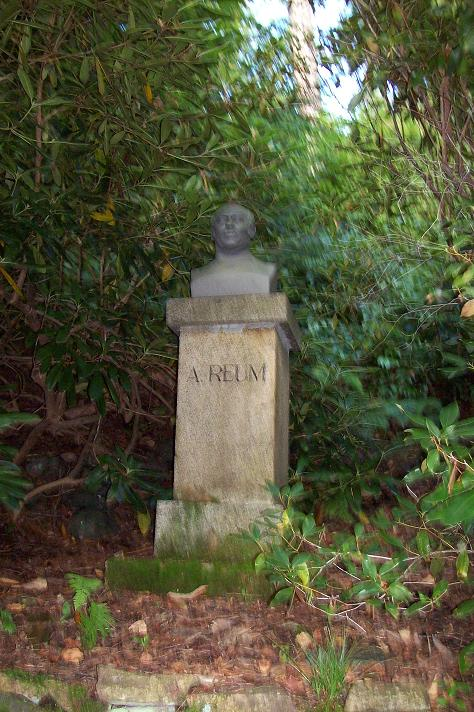
Büste von Johann Adam Reum im Forstbotanischen Garten Tharandt

Johann Adam Reum (* 16. Mai 1780 in Altenbreitungen; † 26. Juli 1839 in Tharandt) war ein deutscher Botaniker, Professor und Lehrer für Mathematik, Botanik, Zeichnen und Vermessungskunde an der Forstlichen Hochschule Tharandt. Gemeinsam mit Heinrich Cotta gründete er 1811 den Forstbotanischen Garten Tharandt.

## Leben

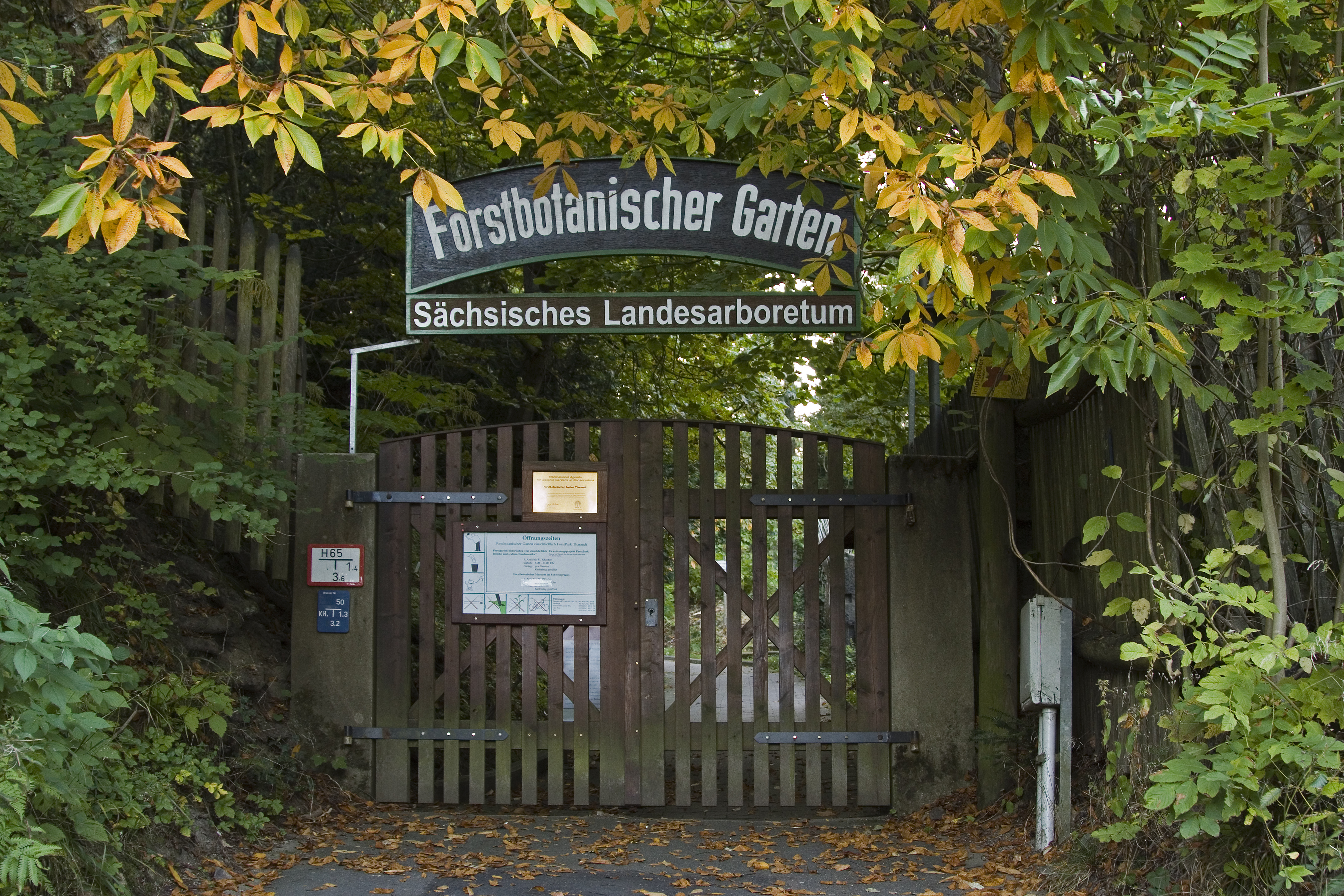
Forstbotanischer Garten Tharandt

Nach der Schulausbildung in Altenbreitungen und Unterricht durch den Stenografen Friedrich Mosengeil in Frauenbreitungen wechselte Reum 1798 zunächst auf die Hochschule Meiningen, um danach ab 1802 in Jena Theologie zu studieren. Sein eigentliches Hauptinteresse galt jedoch der Philosophie und den Naturwissenschaften. Beeinflusst wurde er dabei zum Beispiel durch den Philosophen Friedrich Wilhelm Joseph Schelling, der zu Reums Studienzeit in Jena lehrte. Reum legte zwar das theologische Staatsexamen ab, wandte sich danach aber in die philosophisch-naturwissenschaftliche Richtung.
Ab 1805 wirkte er als Lehrer für Mathematik und Botanik in Heinrich Cottas privater forstlicher Lehranstalt in Zillbach. Im Jahr 1808 promovierte er zum Dr. phil. an der Universität Jena. Als Cotta 1811 die Forstliche Hochschule Tharandt gründete, folgte Reum ihm und übte seine Lehrtätigkeiten fortan an der neuen Hochschule aus. Noch im gleichen Jahr gründete er zusammen mit Cotta den Forstbotanischen Garten Tharandt als Ort der praktischen Ausbildung für die Studierenden, an welchem er selbst angewandte Forstbotanik unterrichtete. Während seiner Lehrtätigkeit verfasste Reum zahlreiche Bücher, die zum Teil auch in andere Sprachen übersetzt wurden und in der Fachwelt hohes Ansehen genossen. Friedrich August I. ernannte Reum 1816 zum königlich sächsischen Professor. Bis zu seinem Tod 1839 behielt er dieses Amt und seine Lehrtätigkeit in Tharandt bei. In Dresden war er Mitglied der Freimaurerloge Zum goldenen Apfel.
Anlässlich des Cottafestes in Tharandt am 30. Oktober 1863 wurde eine Büste Reums zu seinen Ehren enthüllt. Gemeinsam mit den Büsten Cottas, Johann Friedrich Judeichs und Max Preßlers ist sie im Forstbotanischen Garten zu finden.

## Schriften (Auswahl)
- Grundriß der deutschen Forstbotanik (1814)[2]
- Grundlehren der Mathematik für angehende Forstmänner (1823/24)[3]
- Oekonomische Botanik, oder Darstellung der haus- und landwirthschaftlichen Pflanzen, zum Unterrichte junger Landwirthe (1833)[4]
- Pflanzenphysiologie, oder das Leben, Wachsen und Verhalten der Pflanzen mit Rücksicht auf deren Zucht und Pflege (1835)[5]
- Johann Adam Reum: Forstbotanik. Mai 2022, Springer Spektrum Berlin, Heidelberg. Neue Ausgabe mit erläuternde Kommentare von Georg Schwedt. ISBN 978-3-662-64470-6 (Softcover), ISBN 978-3-662-64471-3 (E-Book).